# Estados Unidos en los Juegos Paralímpicos de Nagano 1998
Estados Unidos estuvo representado en los Juegos Paralímpicos de Nagano 1998 por un total de 49 deportistas, 39 hombres y 10 mujeres.

## Medallistas
El equipo paralímpico estadounidense obtuvo las siguientes medallas:
| Nombre            | Deporte        | Evento                                 |
| ----------------- | -------------- | -------------------------------------- |
| Oro               |                |                                        |
| Sarah Will        | Esquí alpino   | Eslalon LW10-11 femenino               |
| Sarah Will        | Esquí alpino   | Eslalon gigante LW10-11 femenino       |
| Sarah Will        | Esquí alpino   | Supergigante LW10-11 femenino          |
| Sarah Billmeier   | Esquí alpino   | Descenso LW2 femenino                  |
| Sarah Billmeier   | Esquí alpino   | Eslalon LW2 femenino                   |
| Jennifer Kelchner | Esquí alpino   | Descenso LW3,4,6/8 femenino            |
| Mary Riddell      | Esquí alpino   | Eslalon gigante LW3,4,5/7,6/8 femenino |
| Greg Mannino      | Esquí alpino   | Descenso LW2 masculino                 |
| Greg Mannino      | Esquí alpino   | Supergigante LW2 masculino             |
| Chris Waddell     | Esquí alpino   | Descenso LW10 masculino                |
| John Davis        | Esquí alpino   | Descenso LW11 masculino                |
| Monte Meier       | Esquí alpino   | Eslalon LW2 masculino                  |
| Jason Lalla       | Esquí alpino   | Eslalon gigante LW2 masculino          |
| Plata             |                |                                        |
| Mary Riddell      | Esquí alpino   | Descenso LW3,4,6/8 femenino            |
| Sarah Will        | Esquí alpino   | Descenso LW10-11 femenino              |
| Sarah Billmeier   | Esquí alpino   | Supergigante LW2 femenino              |
| Chris Waddell     | Esquí alpino   | Eslalon LW10 masculino                 |
| Chris Waddell     | Esquí alpino   | Supergigante LW10 masculino            |
| Monte Meier       | Esquí alpino   | Eslalon gigante LW2 masculino          |
| George Sansonetis | Esquí alpino   | Eslalon gigante LW9 masculino          |
| Jacob Rife        | Esquí alpino   | Supergigante LW1,3,5/7 masculino       |
| Bronce            |                |                                        |
| Maggie Behle      | Esquí alpino   | Descenso LW2 femenino                  |
| Maggie Behle      | Esquí alpino   | Eslalon LW2 femenino                   |
| Mary Riddell      | Esquí alpino   | Eslalon LW3,4,5/7,6/8 femenino         |
| Mary Riddell      | Esquí alpino   | Supergigante LW3,4,5/7,6/8 femenino    |
| Theresa Fancher   | Esquí alpino   | Eslalon B2 femenino                    |
| Muffy Davis       | Esquí alpino   | Eslalon LW10-11 femenino               |
| Sarah Billmeier   | Esquí alpino   | Eslalon gigante LW2 femenino           |
| James Lagerstrom  | Esquí alpino   | Eslalon LW4 masculino                  |
| Jacob Rife        | Esquí alpino   | Eslalon LW1,3,5/7 masculino            |
| Greg Mannino      | Esquí alpino   | Eslalon gigante LW2 masculino          |
| George Sansonetis | Esquí alpino   | Supergigante LW9 masculino             |
| Robert Balk       | Esquí de fondo | 10 km silla de esquí LW12 masculino    |
| Michael Crenshaw  | Esquí de fondo | 20 km LW2-9 masculino                  |